# Festes de Sant Sebastià de Palma
Les festes de Sant Sebastià són les festes patronals de la ciutat de Palma, i tenen lloc la setmana de Sant Sebastià, el 20 de gener.
Els actes centrals tenen lloc el dia de la revetla, la nit del 19 al 20, amb un gran fogueró i diverses torrades i concerts, organitzats per l'Ajuntament de Palma. Els darrers anys destaquen també, però, els diversos actes organitzats per altres entitats, com Orgull Llonguet, les confraries de l'Obreria de Sant Sebastià i els concerts de Sant Kanut. En qualsevol cas, els foguerons, molt típics del temps de Sant Antoni (17 de gener) a tota Mallorca, són un element omnipresent a la festa.

## Actes
El programa de festes oficial de l'Ajuntament comprèn tota una sèrie d'activitats al llarg de tot el mes, del moment en què acaben les festes de Nadal, després dels Reis, fins ben entrat el febrer. No obstant això, els esdeveniments més festius i significatius de Sant Sebastià tenen lloc els dies adjacents al 20 de gener, el dia de Sant Sebastià, que és festiu a Palma. D'altra banda, d'ençà de 2013 se celebren tota una sèrie d'actes festius organitzats per entitats independents de l'Ajuntament, que han pres una gran popularitat.

### Dies previs
El 2025 va ser el primer any en què se celebrà l'anomenat Dia de la Pesta, organitzat entre l'Ajuntament i l'Obreria de Sant Sebastià, en què s'escenifica la pesta que assolà Palma i que, segons la llegenda, fou esvaïda gràcies a l'arribada de les relíquies de Sant Sebastià, acompanyat d'un passacarrer i música en acabat.
Dia 18, el col·lectiu Orgull Llonguet organitza una llonguetada amb diversos bars d'arreu de Palma, amb oferta de llonguets i barra de cervesa, acompanyat d'un passacarrer on el col·lectiu treu els seus caparrots i porten xeremiers; tot sempre decorat de groc, el color que Orgull Llonguet ha associat a Sant Sebastià. El 2025 s'afegiren els cavallets del Bar Mònaco, restaurats ad hoc.

### Revetla
La revetla de Sant Sebastià, dia 19, comença amb la proposta de l'Obreria de Sant Sebastià, que coordina totes les confraries (73 el 2025). De matí es produeix el txupinazo al bar Can Vinagre, una paròdia de les Festes de Sant Fermí de Pamplona on els membres de les confraries porten un mocador groc (en comptes de vermell) i exhibeixen els seus estendards burlescs i parodien les relíquies de Sant Sebastià.
A continuació, cada confraria celebra el seu dinar i, l'horabaixa, es troben a la plaça de Sant Francesc, on es produeix l'Encontrada de les confraries. Allà se celebra l'anomenat ritual santsebastianer, on cada confraria col·loca el seu mocador en una rèplica humorística del braç incorrupte de Sant Sebastià, que simbòlicament confereix al sant la força per derrotar la pesta.
Una vegada és fosc, comencen els actes de l'Ajuntament. A la Plaça Major té lloc l'encesa del fogueró seguida del correfoc, on participa un element propi del bestiari popular, el Drac de na Còca, a més de batucada i ball de gegants. A l'hora de sopar, quan ja hi ha caliu, hi ha torrada popular i, a continuació, els concerts, generalment amb grups de cert caixet. Històricament, l'Ajuntament ha optat bé per concentrar tots els concerts en una mateixa nit per diferents escenaris, o bé programar qualque grup més cotitzat el cap de setmana adjacent.
Els concerts de la revetla de Sant Sebastià també són un espai pels circuits alternatius en la festa, i habitualment hi ha actuacions organitzades per entitats al marge de l'Ajuntament. Destaca particularment la celebració dita de Sant Kanut, nascuda el 1996, pausada el 2017 i renascuda el 2019 sota el nom de Sent sa Bèstia, actualment reanomenada Ses Sant Kanuteres. Es tracta d'un espai per la música alternativa, de punk i hardcore fins a reggae i música electrònica, amb diversos escenaris per les places de la Gerreria, el Socors i la Calatrava, on diversos col·lectius llibertaris s'encarreguen d'organitzar un cartell d'un gènere musical.
Per la seva banda, Orgull Llonguet celebra una revetla amb un pregó, una xaranga i un passacarrer amb escenari mòbil que recorre els carrers més amples del centre.

### Sant Sebastià
El dia de Sant Sebastià les celebracions són menys destacades. D'ençà de 1982, l'Ajuntament celebra una diada ciclista, en la qual la gent realitza un recorregut que comença a Cort i acaba a Son Moix, on es fa un sorteig de bicicletes. Orgull Llonguet, per la seva banda, organitza un «vermut ressacós». També és tradicional de realitzar l'acte de lliurament dels Premis Ciutat de Palma, a més d'una missa a la Catedral.

## Història

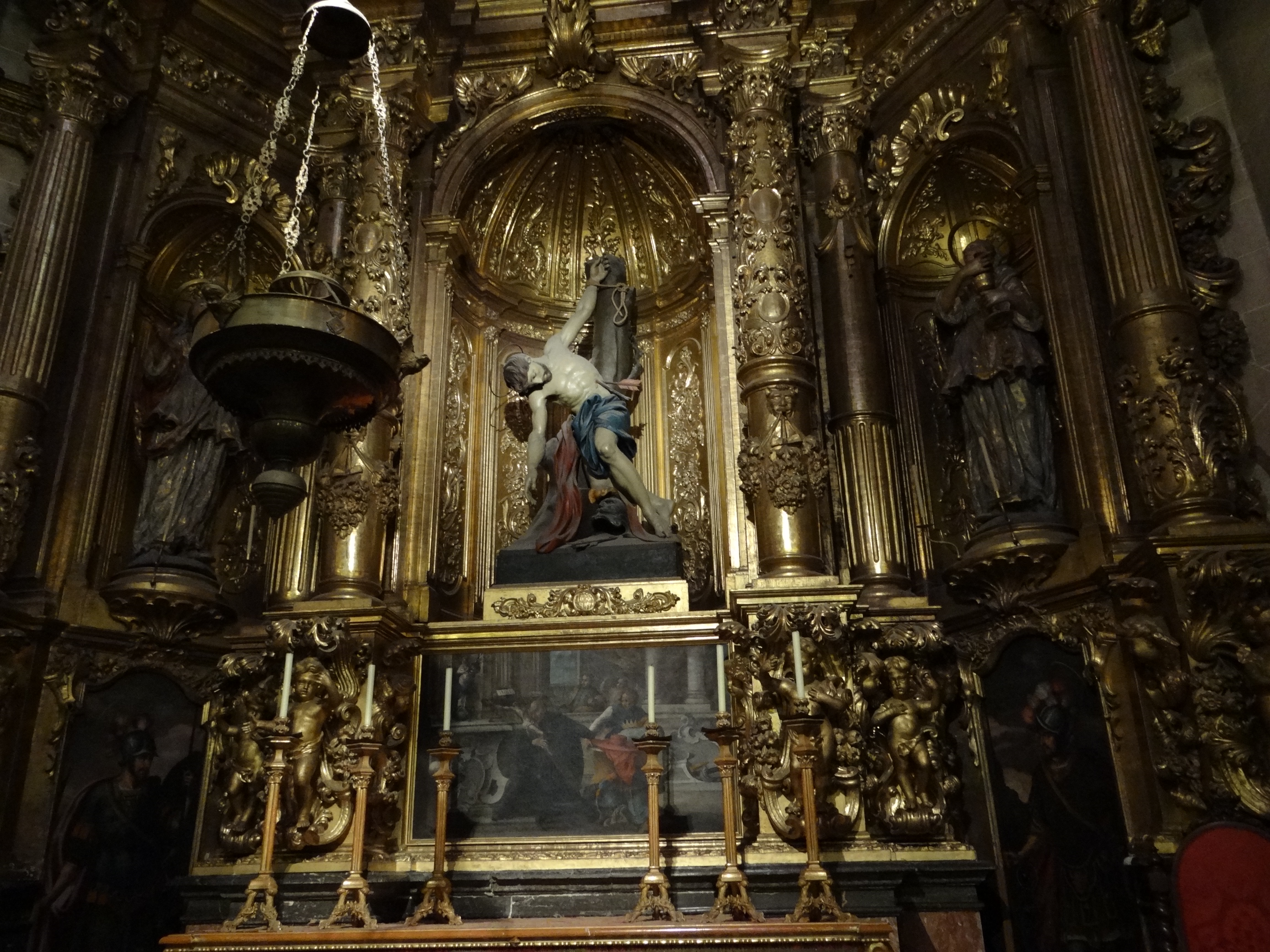
El retaule i la imatge de Sant Sebastià a la Seu

### Orígens
Els orígens de Sant Sebastià com a patró de Palma es remunten el 1523, quan, una vegada sufocada la Germania, una epidèmia de pesta assolà la ciutat. La llegenda diu que arribà un vaixell de l'illa de Rodes que portava relíquies del sant; la pesta cessà, i hom atribuí el miracle a Sant Sebastià. Val a dir que el culte a Sant Sebastià a Mallorca (també és patró de Pollença) es documenta dels temps del Rei en Jaume, i per tot arreu tenia fama d'intercedir contra les epidèmies. Fos com fos, en senyal d'agraïment al sant es fundà una confraria, la Confraria de Sant Sebastià, integrada per un canonge, un conseller, un prevere de la Seu, un ciutadà, un mercader i quatre menestrals. Més tard, el 1634 fou declarat patró de la ciutat, juntament amb la Mare de Déu de la Salut. Es dedicà una capella de la Seu al sant, i el 1757 es portà la imatge actualment venerada. El 1769, el regidor Antoni Verger cedí una pintura de Van Dyck a l'Ajuntament, que és la que es conserva actualment a la Sala.
Més enllà d'una missa, sembla que no se celebraven més actes oficials. Sí que es documenta l'encesa de foguerons profans, potser com a símbol de purificació contra la pesta, entorn dels quals hi havia festes i ballades espontànies. Al llarg del segle xx, més enllà de qualque celebració puntual, no consta res més que la celebració d'una missa a la Seu i la declaració de la jornada com a no laborable.

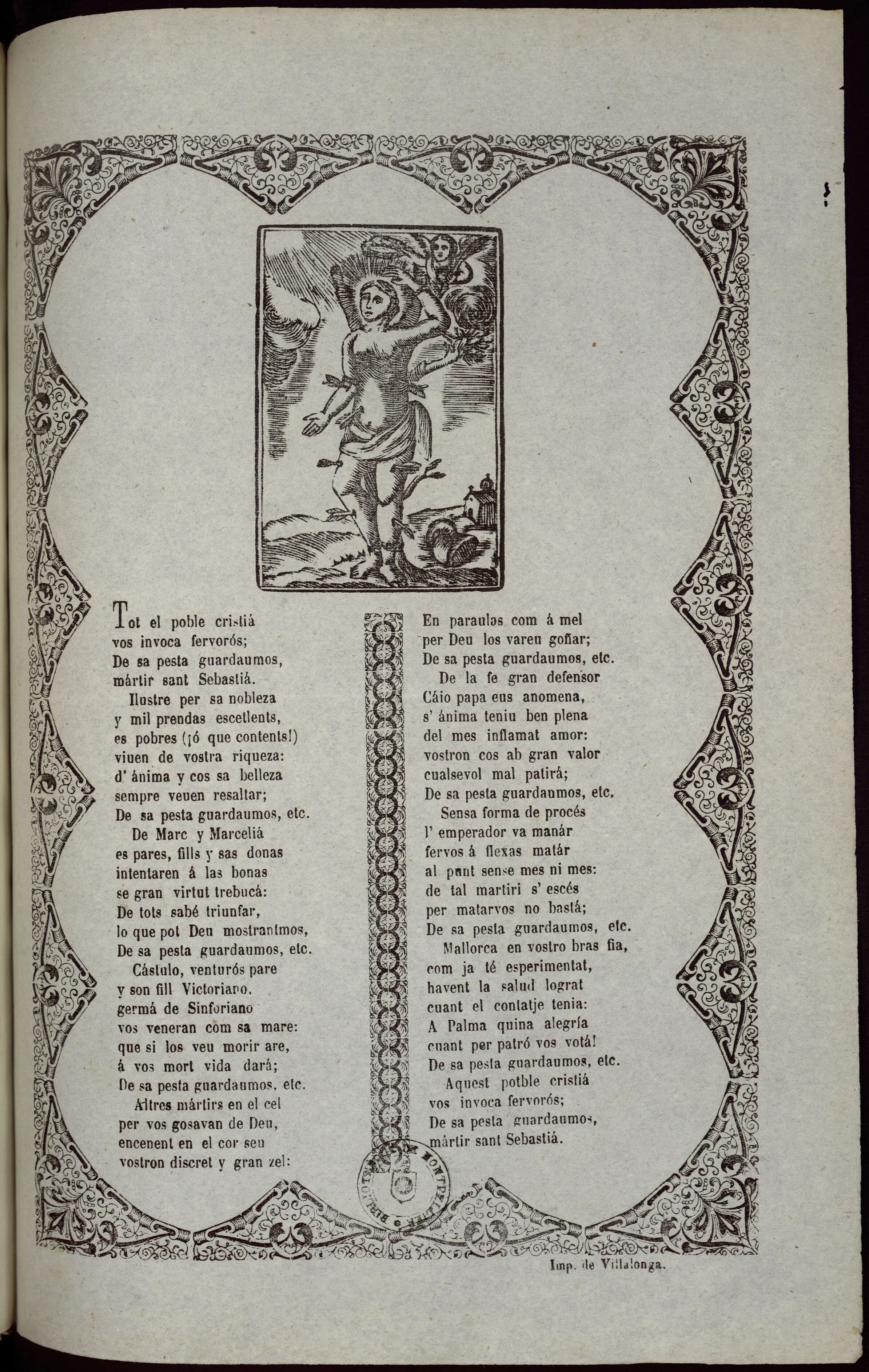
Goigs mallorquins del a Sant Sebastià

### La revetla
Amb l'arribada de la democràcia i la revifada de la participació ciutadana, es va promoure la celebració d'unes festes patronals. Sembla que a l'origen de la creació hi hagué la reivindicació del sector turístic de desestacionalitzar el turisme creant unes festes d'hivern. Els anys vuitanta, amb el mandat de Ramon Aguiló, l'Ajuntament donà embranzida a la festa i s'institucionalitzaren els concerts de la revetla.
La festa, però, resultava excessivament institucional, i diversos col·lectius començaren a celebrar circuits alternatius als concerts oficials. Va ser així que va néixer el primer Sant Sebastià Alternatiu, que l'any següent, el 1996, cristal·litzà en la festa de Sant Kanut, que aprofitava la coincidència del dia de la revetla de Sant Sebastià amb la festivitat de Sant Canut de Dinamarca, patró oficiós del cànnabis per la homonímia entre el nom del sant i el del cigarro de cànnabis. Sant Kanut nasqué com un espai de concerts paral·lel als concerts de l'Ajuntament organitzat per diversos col·lectius de músics i veïns, que començà amb un concert a la plaça de Sant Jeroni i que posteriorment es mogué a les Voltes i al Parc de Mar.
El 2014, el consistori del Partit Popular forçà l'anul·lació de Sant Kanut, emparant-se en una suposada apologia del cànnabis; malgrat que l'any següent es pogué celebrar, per bé que postposat dues setmanes, la darrera edició de Sant Kanut fou el 2017 per manca de relleu en l'organització. No obstant això, el 2019 agafaria el relleu dels concerts alternatius el Sent sa Bèstia, que dispersà el concert de Sant Kanut en diverses places temàtiques segons l'estil musical, sempre alternatiu. L'edició de 2024 recuperà simbòlicament el testimoni de Sant Kanut amb un canvi de nom, passant a ser ara Ses Sant Kanuteres.

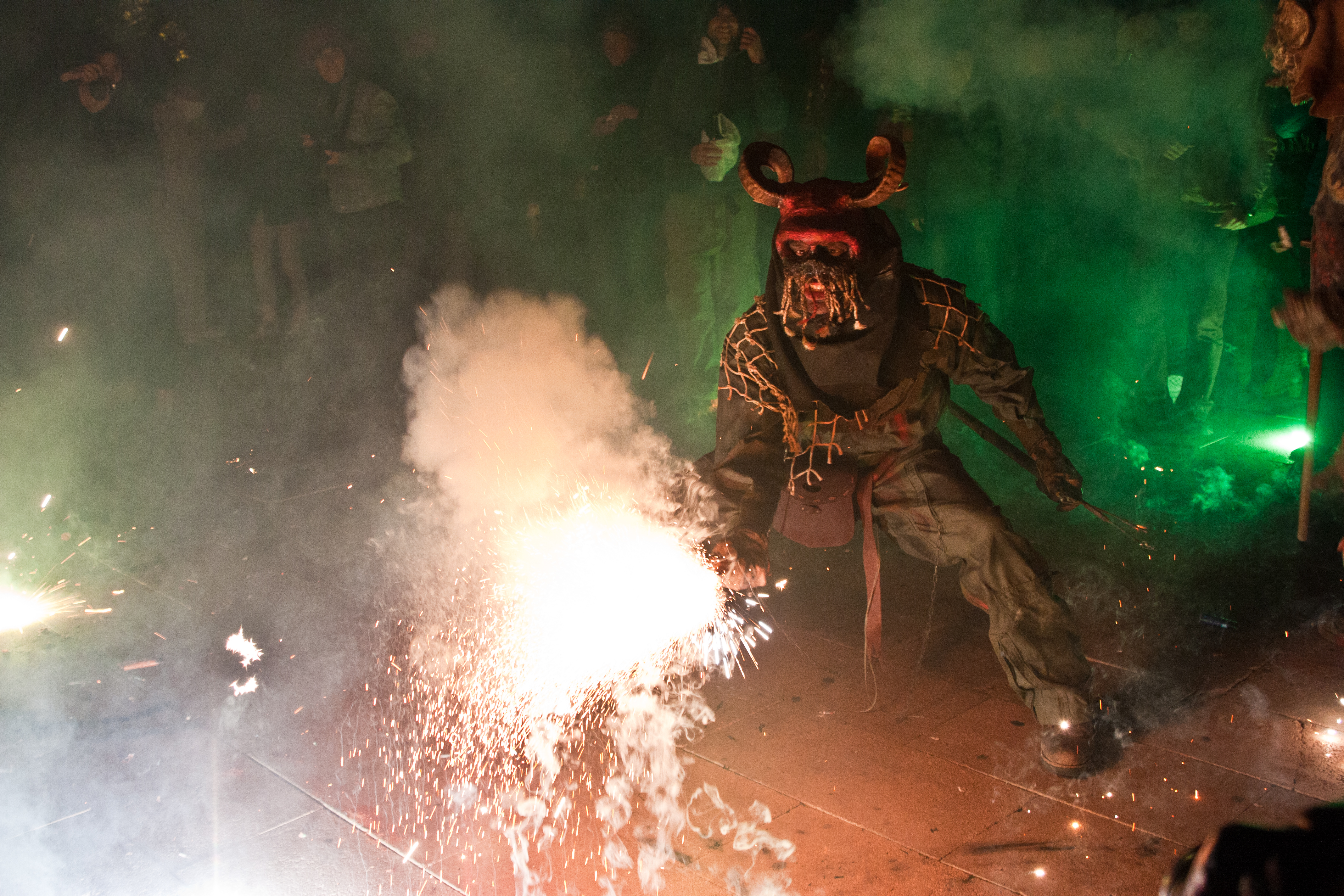
L'aTiàr Foc el 2011

### Correfocs
Per afegir espectacle a la festa, l'Ajuntament organitzà la celebració d'un correfoc, que acabà per esdevenir una mostra piromusical grandiloqüent celebrada davant la mar, l'Aiguafoc, que el 200r es prometia «l'espectacle pirotècnic més gran d'Europa». Amb el canvi de consistori (PSIB-PSM), el 2008 se substituí l'Aiguafoc per l'aTiàr Foc (un joc de paraules amb el verb atiar i l'hipocorístic de Sebastià, Tià), un altre espectacle piromusical amb correfocs que també es prometia «mai vist». De nou, el canvi de consistori (PP) el 2012 portà a la cancel·lació de l'aTiàr Foc i el retorn de l'Aiguafoc, que es cancel·laria el 2012 i acabaria per ser substituït per l'actual correfoc i encesa del fogueró a la plaça Major.

### La nova festa
El 2013, un grup de ciutadans s'organitzà per celebrar Sant Sebastià d'una manera més participativa i alternativa a la proposta de l'Ajuntament. Es «refundà» la Confraria de Sant Sebastià, una agrupació d'amics que recreaven de manera humorística i satírica elements relacionats amb el sant i la festa i es trobaren per dinar al bar Can Vinagre, al carrer dels Oms. Aquesta celebració donà lloc al naixement del col·lectiu Orgull Llonguet, que té la intenció de reivindicar l'orgull palmesà (llonguet, com es diu popularment) generant festes amb elements que permetin identificar-se amb la festa i la col·lectivitat palmesana, amb imatges i símbols propis de Sant Sebastià.
Orgull Llonguet amplià els esdeveniments organitzats a una llonguetada el dia abans de la revetla per diversos bars de la ciutat, la Revolta Llongueta la nit de la revetla i un «vermut ressacós» el dia de Sant Sebastià. Durant aquests actes, la simbologia és present en tot moment: paròdies d'elements que s'identifiquen amb el sant i les relíquies, el mocador groc de Sant Sebastià i passacarrers amb música popular, els caparrots de l'entitat, que representen personatges populars de la ciutat (na Bel Rollet, en Miquel del Forn de la Pelleteria, Pep Toni Rubio), i, el dia de la revetla, un escenari mòbil que recorre la ciutat.
Per la seva banda, el reeiximent de la Confraria de Sant Sebastià portà al sorgiment de noves confraries, amb símbols, mocadors i estendards propis, que es trobaven davant Can Vinagre per celebrar el txupinazo i continuaven amb un dinar, després del qual hom acudia a la revetla. El 2018, quan ja n'hi havia desset, es creà l'Obreria de Sant Sebastià, coordinadora dels actes de les confraries, i el 2019 es creà l'Encontre de les confraries, que, després del dinar, es trobaven per continuar la festa a la plaça de Llorenç Bisbal (a partir de 2025 a la de Sant Francesc). El 2025 s'afegiren els actes del Dia de la Pesta, organitzats conjuntament per l'Obreria i l'Ajuntament.

### Coronavirus
El 2021, tots els actes de Sant Sebastià es cancel·laren per la pandèmia de coronavirus, com també el 2022, any en què s'exposà la mostra ADN Sant Sebastià, una exposició per donar a conèixer la història de la festa.